# Пенни, Уильям Джордж
Уильям Джордж Пе́нни, барон Пенни (англ. William George Penney, Baron Penney; 1909—1991) — английский математик и физик.

## Биография
Уильям Пенни родился 24 июня 1909 года в Гибралтаре, где было место военной службы его отца. Учился в Лондоне и Кембридже (1929), а также в США в Висконсине.
С 1935 в Кембридже, в 1936—1945 гг. — в Имперском колледже (Лондон). Участник разработки атомного оружия (1944—1945) в Лос-Аламосе и Нью-Мексико. Был наблюдателем при бомбардировке Нагасаки.
С 1946 года — член Лондонского Королевского общества. Один из руководителей группы, создавшей первую британскую атомную бомбу и руководитель программы её испытаний на островах Монте Белло в 1952 году. Возглавлял проект создания британской водородной бомбы, испытанной на острове Кристмас в 1957 году.
Директор департамента по исследованиям в области атомного оружия (1953—1959 гг.). Председатель Комитета по атомной энергии Великобритании (1964—1967 гг.).
В 1967—1973 гг. ректор Лондонского Имперского колледжа.
Специалист по взрывчатым веществам. Разработал современный газоохлаждаемый ядерный реактор, используемый на некоторых электростанциях Великобритании. Барон с 1967 года.
Уильям Джордж Пенни умер 3 марта 1991 года.

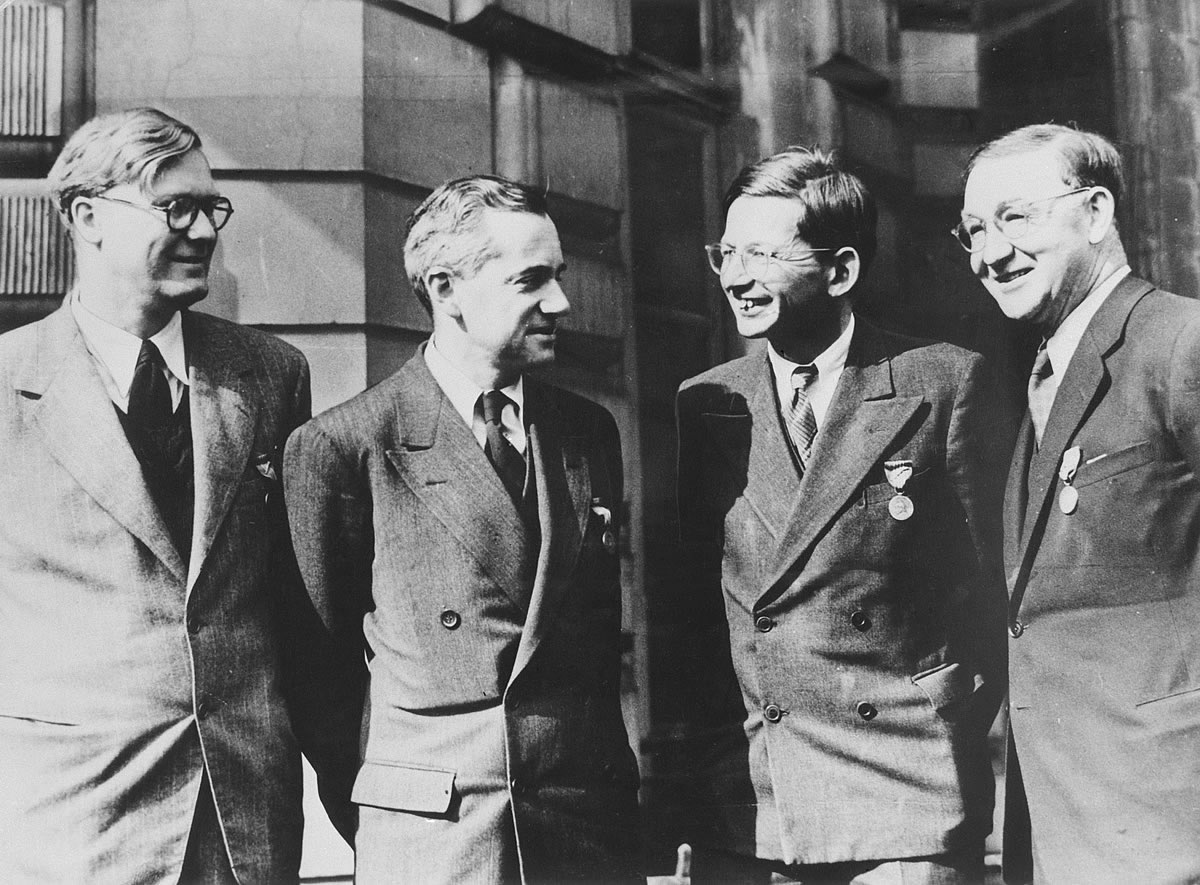
Слева направо: Уильям Пенни, Отто Фриш, Рудольф Пайерлс и Джон Кокрофт.